# Belconnen
Belconnen är en del av en befolkad plats i Australien. Den ligger i territoriet Australian Capital Territory, i den sydöstra delen av landet, omkring 11 kilometer norr om huvudstaden Canberra. Den ligger vid sjön Lake Ginninderra.
Runt Belconnen är det mycket tätbefolkat, med 1 056 invånare per kvadratkilometer.. Närmaste större samhälle är Canberra, omkring 11 kilometer söder om Belconnen.
Runt Belconnen är det i huvudsak tätbebyggt. Genomsnittlig årsnederbörd är 990 millimeter. Den regnigaste månaden är februari, med i genomsnitt 169 mm nederbörd, och den torraste är maj, med 39 mm nederbörd.